# گاستون آمسون
گاستون آمسون (فرانسوی: Gaston Amson‎; ۱۷ نوامبر ۱۸۸۳ – ۱۶ ژوئیهٔ ۱۹۶۰) شمشیرباز اهل فرانسه بود.
وی همچنین برندهٔ جوایزی همچون لژیون دونور شده است.
وی در مسابقات کشوری و بین‌المللی در مجموع برندهٔ ۲ مدال نقره، ۱ مدال برنز شده است.